# John Munroe Longyear

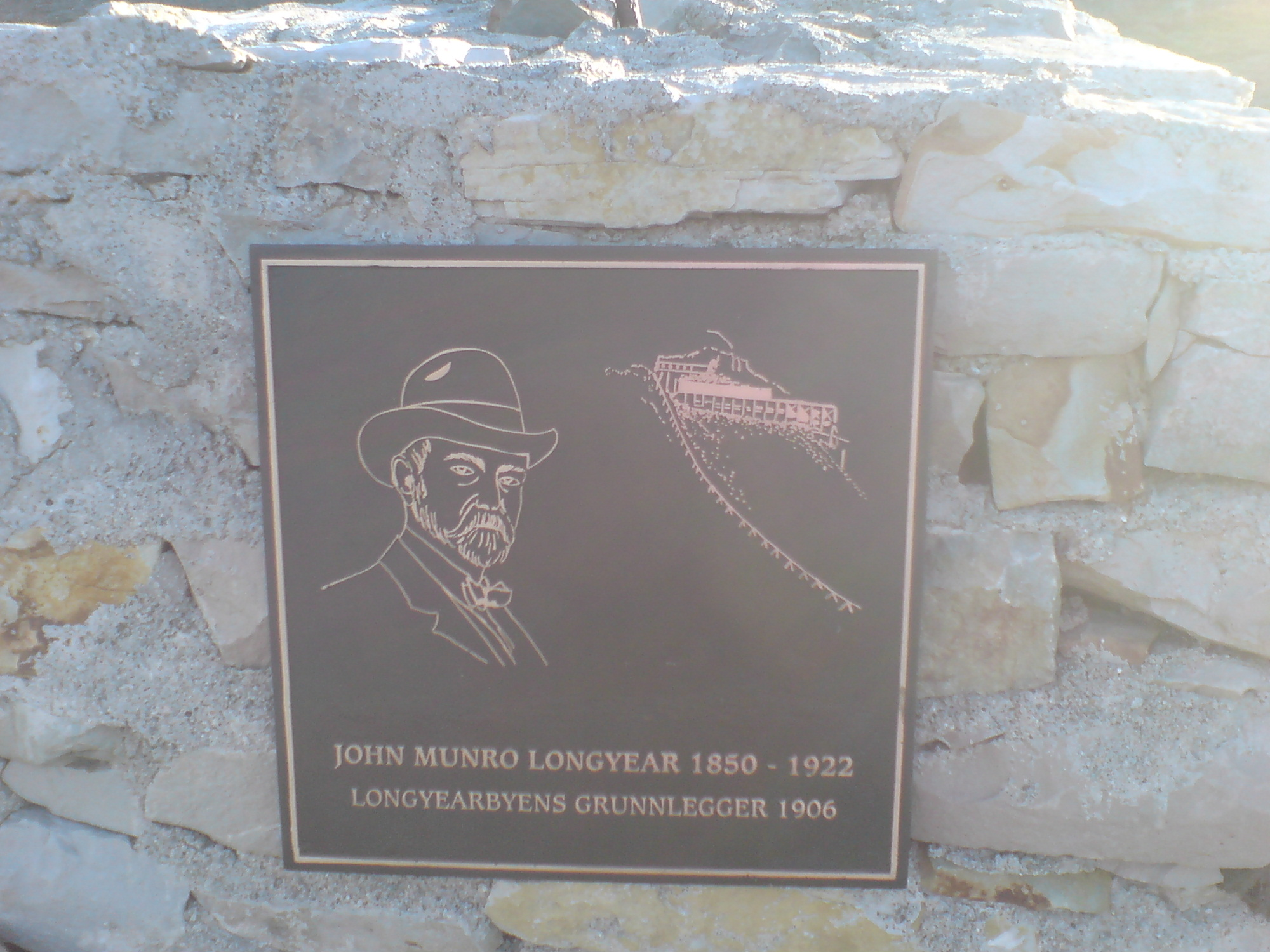
Tablica poświęcona Johnowi Munroe Longyearowi

John Munroe Longyear; inna pisownia także: John Munro Longyear (ur. 15 kwietnia 1850, zm. 1922) – założyciel osady Longyearbyen na Svalbardzie.
W 1906 założył Longyear City, a nazwa Longyearbyen została wprowadzona do użytku dopiero w roku 1925. John Munroe Longyear był większościowym udziałowcem firmy Arctic Coal Company z siedzibą główną w Bostonie. Longyear przybył na Svalbard w 1901 i stopniowo wykupił prawa do norweskiej firmy Tronhjem Spitsbergen Kulkompani. W 1916 roku rozpoczęła działalność prywatną norweska spółka Store Norske Spitsbergen Kulkompani, która w tym samym roku odkupiła od Longyeara prawa do osady i kopalni. Później firma wykupiła także obszary przy kopalni Svea od przedsiębiorcy szwedzkiego oraz inne tereny.